# 梅田千代
梅田 千代（うめだ ちよ、1824年10月30日〈文政7年9月9日〉- 1889年〈明治22年〉3月14日）は、江戸時代後期（幕末）から明治の日本の女性で、教育者。儒学者で小浜藩士の梅田雲浜の後妻。
本姓は村島。名は千代子ともいう。

## 来歴
大和国高田（現・奈良県大和高田市）出身。
安政2年（1855年）に梅田雲浜と結婚した。雲浜との間には2人の子をもうけた。
明治5年（1872年）に京都に開設された女紅場に教員として採用された。当時の同僚に新島八重子がいる。